# Список озброєння Армії Республіки Корея
Це список обладнання, що знаходиться на озброєнні Армії Республіки Корея.

## Піхотна зброя
| Модель                                                      | Зображення            | Виробник                                                                | Калібр                | Примітки |
| Короткоствольна зброя                                       | Короткоствольна зброя | Короткоствольна зброя                                                   | Короткоствольна зброя | Короткоствольна зброя |
| ----------------------------------------------------------- | --------------------- | ----------------------------------------------------------------------- | --------------------- | --- |
| Daewoo K5                                                   |                       | Південна Корея Daewoo Precision Industries                              | 9×19 мм НАТО          | Стандартний табельний пістолет. |
| IWI Jericho 941                                             |                       | Ізраїль Israel Weapon Industries                                        | 9×19 мм НАТО          | Використовується військовою поліцією. Проводиться заміна на K5.                                                                                                  |
| Beretta 92                                                  |                       | Італія Fabbrica d'Armi Pietro Beretta                                   | 9×19 мм НАТО          | Beretta 92SB і 92F використовуються миротворчими силами ООН у Лівані та спецпризначенцями.                                                                       |
| Револьвер S&W Model 10                                      |                       | США Smith & Wesson                                                      | .38 Special           | Використовується військовою поліцією. |
| M1911A1                                                     |                       | США Colt's Manufacturing Company                                        | .45 ACP               | Обмежено у користуванні, переважно замінений на K5. |
| Пістолети-кулемети                                          |                       |                                                                         |                       | |
| Безшумний пістолет-кулемет Daewoo K7                        |                       | Південна Корея Daewoo Precision Industries                              | 9×19 мм НАТО          | Використовується військами спеціального призначення. |
| H&K MP5                                                     |                       | Німеччина Heckler & Koch                                                | 9×19 мм НАТО          | Моделі MP5A5, MP5SD6, MP5K використовуються 707-м батальйоном спеціального призначення.                                                                          |
| IWI X95 9mm SMG                                             |                       | Ізраїль Israel Weapon Industries                                        | 9×19 мм НАТО          | Взятий на озброєння у 2023. Використовується командуванням спецоперацій.                                                                                         |
| ППШ-41                                                      |                       | СРСР                                                                    | 7,62×25 мм ТТ         | Використовується як зброя «противника» на навчаннях. |
| Автомати, карабіни, бойові гвинтівки                        |                       |                                                                         |                       | |
| K1-A                                                        |                       | Південна Корея SNT Motiv                                                | 5,56×45 мм НАТО       | Стандартний карабін. Проводиться заміна на K13. |
| K2                                                          |                       | Південна Корея SNT Motiv                                                | 5,56×45 мм НАТО       | Стандартна штурмова гвинтівка. Проводиться часткова заміна на K2C1.                                                                                              |
| K2-C1                                                       |                       | Південна Корея SNT Motiv                                                | 5,56×45 мм НАТО       | Стандартна штурмова гвинтівка. |
| FN SCAR-L                                                   |                       | Бельгія FN Herstal                                                      | 5,56×45 мм НАТО       | Використовується 707-м батальйоном спеціального призначення. |
| KAC SR-16                                                   |                       | США Knight's Armament Company                                           | 5,56×45 мм НАТО       | Взятий на озброєння у 2002. Використовується 707-м батальйоном спеціального призначення.                                                                         |
| M16A1                                                       |                       | США                                                                     | 5,56×45 мм НАТО       | Також 600 000 було виготовлено SNT Motiv за ліцензією. Використовується резервними силами і 39-ю піхотною дивізією                                               |
| M4                                                          |                       | США Colt's Manufacturing Company                                        | 5,56×45 мм НАТО       | Використовується 707-м батальйоном спеціального призначення і командуванням спецоперацій.                                                                        |
| АК-74                                                       |                       | СРСР Росія                                                              | 5,45×39 мм            | Використовується як зброя «противника» на навчаннях. |
| AK-47                                                       |                       | СРСР                                                                    | 7,62×39 мм            | Використовується як зброя «противника» на навчаннях. |
| Type 58                                                     |                       | Північна Корея Factory 61/65                                            | 7,62×39 мм            | Використовується як зброя «противника» на навчаннях. |
| Снайперські гвинтівки                                       |                       |                                                                         |                       | |
| K14                                                         |                       | Південна Корея SNT Motiv                                                | 7,62×51 мм НАТО       | Стандартна снайперська гвинтівка. |
| SSG 69                                                      |                       | Австрія Steyr Arms                                                      | 7,62×51 мм НАТО       | Використовується військами спеціального призначення. Ведеться заміна на K14.                                                                                     |
| AWSM                                                        |                       | Велика Британія Accuracy International                                  | .338 Lapua Magnum     | Використовується 707-м батальйоном спеціального призначення. |
| Кулемети                                                    |                       |                                                                         |                       | |
| Легкий кулемет K3                                           |                       | Південна Корея SNT Motiv                                                | 5,56×45 мм НАТО       | Стандартний кулемет відділення. Планується заміна на K15. |
| Єдиний кулемет K16                                          |                       | Південна Корея SNT Motiv                                                | 7,62×51 мм НАТО       | Призначений для заміни M60D. |
| Єдиний кулемет M60                                          |                       | США Південна Корея                                                      | 7,62×51 мм НАТО       | M60, M60D і M60E2 виробляються SNT Motiv за ліцензією. Ведеться заміна на K16.                                                                                   |
| Важкий кулемет K6                                           |                       | Південна Корея SNT Dynamics                                             | 12.7×99 мм НАТО       | Browning M2HB з додатковими модифікаціями. Частини K6 і M2 не є взаємозамінними.                                                                                 |
| Гвинтівки                                                   |                       |                                                                         |                       | |
| M1 Garand                                                   |                       | США                                                                     | .30-06 Springfield    | Для церемоніального використання. |
| M14                                                         |                       | США                                                                     | 7,62×51 мм НАТО       | Для церемоніального використання. |
| Гранати і гранатомети                                       |                       |                                                                         |                       | |
| K4                                                          |                       | Південна Корея SNT Motiv                                                | 40×46 мм LV           | Стандартний автоматичний гранатомет. |
| K201                                                        |                       | Південна Корея SNT Motiv                                                | 40×46 мм LV           | Стандартний підствольний гранатомет для гвинтівок K2. |
| M203                                                        |                       | США                                                                     | 40×46 мм LV           | Ведеться заміна на K201. |
| K400                                                        |                       | Південна Корея Hanwha                                                   | 60 мм                 | Стандартна ручна граната у 1975~1994. |
| K413                                                        |                       | Південна Корея Hanwha                                                   | 55 мм                 | Стандартна ручна граната з 1994. Вага: 260 г Також використовується учбова граната K479 аналогічної до K413 форми і ваги.                                        |
| Некерована протитанкова зброя                               |                       |                                                                         |                       | |
| Реактивна протитанкова граната M72 LAW                      |                       | США Норвегія                                                            | 72 мм                 | Зараз у резерві, в бойових діях не застосовується. |
| Переносна безвідкотна гармата KM67                          |                       | США Південна Корея                                                      | 90 мм                 | Виготовляється Hyundai WIA за ліцензією. |
| Безвідкотна гармата KM40A2                                  |                       | США Південна Корея                                                      | 106 мм                | Виготовляється Hyundai WIA за ліцензією. |
| Багаторазовий ручний протитанковий гранатомет Panzerfaust 3 |                       | Німеччина Південна Корея                                                | 110 мм                | Виготовляється Poongsan Corporation за ліцензією. |
| Керована протитанкова зброя                                 |                       |                                                                         |                       | |
| 9K115 Мєтіс-M                                               |                       | Росія Конструкторське бюро приладобудування — Тульський збройовий завод | 94 мм                 | Надані Росією у кількості 226 штук як частина оплати боргів радянських часів. Прицільний пристрій і 12 000 ракет виготовлені південно-корейською LG Corporation. |
| Hyungung                                                    |                       | Південна Корея LIG Nex1                                                 | 150 мм                | [ 7 ] |
| BGM-71 TOW                                                  |                       | США Hughes Aircraft Company                                             | 152 мм                | Пускова установка багаторазова, труба одноразова. |
| TAIpers                                                     |                       | Південна Корея LIG Nex1 Hanwha                                          |                       | Наступник BGM-71 TOW з 2024 року для оснащення ударних вертольотів LAH.                                                                                          |
| Аксесуари                                                   |                       |                                                                         |                       | |
| Пістолетний адаптер для стрільби з-за рогу CornerShot       |                       | Ізраїль Corner Shot Holdings                                            |                       | Використовується військами спеціального призначення. |

## Танки
Список включає озброєння як Армії, так і Корпусу морської піхоти.
Станом на 2018 Армія Південної Кореї мала на озброєнні 2900 танків. 
| Модель                        | Зображення | Виробник                                                       | Тип                   | Кількість                          | Примітки |
| ----------------------------- | ---------- | -------------------------------------------------------------- | --------------------- | ---------------------------------- | --- |
| K1/K1E1                       |            | Південна КореяHyundai Rotem (1985—1998)                        | Основний бойовий танк | 1027                               | Ведеться оновлення всіх K1 до стандарту K1E1 (еквівалент K1A2), завершення очікується в 2026 році. Очікується подальше оновлення до стандарту K1E2 з 2024 року. |
| K1A2                          |            | Південна Корея Hyundai Rotem (1999—2010)                       | Основний бойовий танк | 484                                | Ведеться оновлення всіх K1A1 до K1A2. |
| K2 Black Panther              |            | Південна Корея Hyundai Rotem (з 2013)                          | Основний бойовий танк | 260 (ще 150 замовлено)             | |
| M48 (M48A5, M48A5K1, M48A5K2) |            | США Південна Корея Chrysler або Ford Motor Company (1952—1959) | Основний бойовий танк | M48A5: 275M48A5K1: 195M48A5K2: 210 | Наданий резервним піхотним дивізіям. 275 колишніх M48A5 отримано від ЗС США; 195 M48A5K1 модернізовано з M48A2C; 210 M48A5K2 модернізовано з M48A1. Основну гармату замінено на 105-м гармату КМ68, встановлені додаткові бічні борти, а система управління вогнем модернізована до лазерної системи управління вогнем (Laser Tank Fire Control System, LTFCS). Планується заміна на K1 і K2. |
| Т-62                          |            | СРСР Ізраїль                                                   | Основний бойовий танк | 17                                 | Використовується на навчаннях як озброєння «противника». Наявність була засекречена, розголошена при проведенні армією публічних заходів. |
| Т-72М1                        |            | СРСР Уралвагонзавод                                            | Основний бойовий танк | 5                                  | Використовується на навчаннях як озброєння «противника». Наявність була засекречена, розголошена при проведенні армією публічних заходів. |
| Т-80У, Т-80УК                 |            | СРСР Росія Омсктрансмаш                                        | Основний бойовий танк | 33 T-80У2 T-80УК                   | Надані Росією як частина оплати боргів радянських часів. T-80У поставлені з 1995 по 1997. 2 T-80УК поставлені у 2005. |

## Бойові броньовані машини
Станом на 2018 Армія Південної Кореї мала на озброєнні 2700 бронемашин (ця кількість не враховує колісні бронетранспортери).

### Гусеничні
| Модель            | Зображення | Виробник                              | Тип                                                                              | Кількість               | Примітки                                                        |
| ----------------- | ---------- | ------------------------------------- | -------------------------------------------------------------------------------- | ----------------------- | --------------------------------------------------------------- |
| K200/A1           |            | Південна Корея Doosan (з 1985)        | Бронетранспортер                                                                 | 1700                    | Включає неброньований транспортний варіант на базі K200         |
| K21               |            | Південна Корея Doosan (з 2009)        | Бойова машина піхоти                                                             | 466 станом на 2018      | Додаткові 120 K21 буде поставлено у 2027.                       |
| БМП-3             |            | СРСР Росія Курганмашзавод             | Бойова машина піхоти                                                             | 33 БМП-3Ф37 БМП-3М      | Надані Росією у 1996 як частина оплати боргів радянських часів. |
| M113K1            |            | США FMC Corporation                   | Бронетранспортер                                                                 | Виведені з експлуатації | Близько 400 одиниць знаходяться у резерві або на зберіганні.    |
| Варіанти БМП K200 |            |                                       |                                                                                  |                         |                                                                 |
| K216K221K255K277  |            | Південна Корея Doosan (кінець 1980-х) | Машина РХБ-розвідкиДимогенераторМашина підвозу боєприпасівКомандно-штабна машина | Близько 800             |                                                                 |

### Колісні
| Модель                     | Зображення | Виробник                                      | Тип                           | Кількість               | Примітки                                                                                 |
| -------------------------- | ---------- | --------------------------------------------- | ----------------------------- | ----------------------- | ---------------------------------------------------------------------------------------- |
| K806 White Tiger           |            | Південна Корея Hyundai Rotem (з 2016)         | Колісний бронетранспортер 6×6 | 100                     |                                                                                          |
| K808 White Tiger           |            | Південна Корея Hyundai Rotem (з 2016)         | Колісний бронетранспортер 8×8 | 500                     |                                                                                          |
| Командно-штабні машини 8×8 |            | Південна Корея Hyundai Rotem (з 2023)         |                               | 27 (станом на 2023)     | 600 одиниць замовлено у 2023, будуть поставлені до 2029                                  |
| KM900 / 901 (Fiat CM6614)  |            | Італія Південна Корея Asia Motors (1977—1985) | Колісний БТР 4×4              | Виведені з експлуатації | 482 KM900/901, виготовлених за ліцензією. Деякі знаходяться у резерві або на зберіганні. |
| Barracuda (TM-170)         |            | ФРН Південна Корея Doosan DST                 | 4×4 колісний бронетранспортер | 10                      | Використовуються миротворцями ООН.                                                       |
| MaxxPro                    |            | США International Truck                       | 4×4 MRAP                      | 10                      | Використовувалися корейськими силами спеціального призначення в Афганістані.             |
| K151 Raycolt               |            | Південна Корея Kia Motors                     | Бронеавтомобіль 4×4           | Близько 10 000          |                                                                                          |

## Інженерні машини
| Модель             | Зображення | Виробник                                 | Тип                                    | Кількість | Примітки                                                                                       |
| ------------------ | ---------- | ---------------------------------------- | -------------------------------------- | --------- | ---------------------------------------------------------------------------------------------- |
| K1 AVLB            |            | Південна Корея Hyundai Mobis             | Броньований мостоукладальник           | 70        | На шасі ОБТ K1.                                                                                |
| K1 ARV             |            | Південна Корея Hyundai Mobis             | Броньована ремонтно-евакуаційна машина | 150       | На шасі ОБТ K1.                                                                                |
| K600 CEV           |            | Південна Корея Hyundai Rotem             | Броньована інженерна машина            |           | На шасі ОБТ K1.                                                                                |
| K288               |            | Південна Корея Doosan                    | Броньована ремонтно-евакуаційна машина |           | На шасі K200.                                                                                  |
| K21 ARV            |            | Південна Корея Doosan                    | Броньована ремонтно-евакуаційна машина |           | На шасі K21.                                                                                   |
| KM9 ACE            |            | США Південна Корея                       | Броньована землерийна машина           | 207       | Виготовлені Samsung Techwin за ліцензією.                                                      |
| M3K Amphibious Rig |            | Німеччина Південна Корея                 | Мостоукладальник-амфібія               |           | Виготовляються Hanwha Aerospace за ліцензією. 110 замовлено у 2021, будуть доставлені до 2027. |
| Keiler             |            | Німеччина Rheinmetall Landsysteme        | Машина розмінування                    | 1         | На модифікованому шасі M48.                                                                    |
| Rhino              |            | Німеччина Rheinmetall Landsysteme        | Машина розмінування                    | 3         |                                                                                                |
| Mine Breaker 2000  |            | Німеччина Rheinmetall Landsysteme        | Машина розмінування                    | 1         |                                                                                                |
| Aardvark Mk4       |            | Велика Британія Aardvark Clear Mine Ltd. | Машина розмінування                    | 2         |                                                                                                |

## Артилерія
Станом на 2014 Армія Південної Кореї мала на 5800 артсистем і РСЗВ (ця кількість не враховує міномети). 

### Міномети
| Модель  | Виробник                   | Тип            | Кількість | Далекобійність | Примітки |
| ------- | -------------------------- | -------------- | --------- | -------------- | --- |
| M-19    | США                        | 60-мм міномет  |           | 1800 м         | У резерві або на зберіганні.                                                                                            |
| KM-19   | США Південна Корея         | 60-мм міномет  |           | 1800 м         | Виготовляються Hyundai WIA за ліцензією.                                                                                |
| K-181   | Південна Корея Hyundai WIA | 60-мм міномет  | 2100      | 3590 м         | |
| M-29    | США                        | 81-мм міномет  |           | 4600 м         | У резерві або на зберіганні.                                                                                            |
| KM29A1  | США Південна Корея         | 81-мм міномет  |           | 4600 м         | Виготовляються Hyundai WIA за ліцензією.                                                                                |
| KM-187  | Південна Корея Hyundai WIA | 81-мм міномет  |           | 6300 м         | |
| KMS114  | Південна Корея Hyundai WIA | 81-мм міномет  |           | 6300 м         | |
| KM30    | США Південна Корея         | 107-мм міномет | 1840      | 5650 м         | Виготовляються Hyundai WIA за ліцензією. Планується заміна на 120-мм міномет.                                           |
| XKM-120 | Південна Корея Hyundai WIA | 120-мм міномет |           | 8000 м         | 120-мм самохідний міномет, обладнаний комп'ютеризованою системою керування вогнем і напівавтоматичну систему заряджання |

### Польова артилерія
| Модель          | Ілюстрація | Виробник                   | Тип                        | Кількість   | Далекобійність                      | Примітки                                      |
| --------------- | ---------- | -------------------------- | -------------------------- | ----------- | ----------------------------------- | --------------------------------------------- |
| M2/M2A1/M3/M101 |            | США Rock Island Arsenal    | 105-мм буксирувана гаубиця | 1988        | 11,3 км                             | Ще близько 1000 у резерві/на зберіганні       |
| KM101A1         |            | США Південна Корея         | 105-мм буксирувана гаубиця | 1988        | 11,3 км                             | Виготовляються Hyundai WIA за ліцензією.      |
| M114            |            | США Rock Island Arsenal    | 155-мм буксирувана гаубиця | 988         | 14,6 км активно-реактивними — 19 км | Переважно використовуються резервними силами. |
| KH-179          |            | Південна Корея Hyundai WIA | 155-мм буксирувана гаубиця | Близько 860 | 22 км активно-реактивними — 30 км   |                                               |

### Самохідна артилерія
| Модель              | Виробник                       | Тип                                | Кількість               | Примітки |
| Артилерія           | Артилерія                      | Артилерія                          | Артилерія               | Артилерія |
| ------------------- | ------------------------------ | ---------------------------------- | ----------------------- | --- |
| K55/K55A1           | США Південна Корея             | 155-мм самохідна гаубиця           | 1040                    | M109A2, виготовлені Samsung Techwin за ліцензією. Планується оновлення всіх K55 до K55A1 і подальша заміна на K9 Thunder. |
| K9/A1 Thunder       | Південна Корея Samsung Techwin | 155-мм самохідна гаубиця           | 1200                    | Ведеться оновлення K9A1 до K9A2 (планується завершити у 2027).                                                            |
| K105A1              | Південна Корея Samsung Techwin | 105-мм самохідна гаубиця           | Близько 850             | Гаубиця M101, встановлена на вантажівці. Спочатку мали назву EVO-105.                                                     |
| M110                | США                            | 203-мм самохідна гаубиця           | Виведені з експлуатації | 99 M110 знаходилися на озброєнні з 1971 по 2008. Деякі знаходяться у резерві або на зберіганні.                           |
| K281A1              | Південна Корея Doosan          | 81-мм самохідний міномет           |                         | На шасі бронетранспортера K200.                                                                                           |
| K242A1              | Південна Корея Doosan          | 107-мм самохідний міномет          |                         | На шасі бронетранспортера K200. Планується заміна на 120-мм самохідний міномет.                                           |
| K532 (Bandvagn 206) | Швеція Південна Корея          | 107-мм самохідний міномет          |                         | Виготовлені Kia Motors за ліцензією.                                                                                      |
| Модифікації         |                                |                                    |                         | |
| K56 ARV             | Південна Корея Samsung Techwin | Машина підвозу боєприпасів         | Заплановано 700         | На шасі K55. |
| K10 ARV             | Південна Корея Samsung Techwin | Машина підвозу боєприпасів         | 179                     | На шасі K9. |
| K77 FDCV            | Південна Корея Samsung Techwin | Машина управління вогнем артилерії |                         | На шасі K55. |

### Реактивна артилерія
| Модель            | Зображення | Виробник                           | Тип  | Версія                    | Дальність     | Установок | Ракет        | Примітки                                   |
| ----------------- | ---------- | ---------------------------------- | ---- | ------------------------- | ------------- | --------- | ------------ | ------------------------------------------ |
| K136/A1 Kooryoung |            | Південна Корея Hanwha              | РСЗВ | 130-мм K-30 131-мм K-33   | 23 км 36 км   | 156       | 140000340000 |                                            |
| M270              |            | США Lockheed Martin Південна Корея | РСЗВ | 227-мм M270 227-мм M270A1 | 32 км 45,5 км | 58        | 27684        | Ракети виготовляються Hanwha за ліцензією. |
| K239 Chunmoo      |            | Південна Корея Hanwha              | РСЗВ | 239-мм K-MLRS             | 80 км         | 367       |              | Призначені для заміни К136.                |

## Протиповітряна оборона
Повітряні сили Республіки Корея на додаток мають на озброєнні MIM-23 Hawk, MIM-104 Patriot і KM-SAM.
| Назва                               | Країна                        | Тип                                 | Кількість                         | Примітки                                                                               |
| Буксировані зенітні установки       | Буксировані зенітні установки | Буксировані зенітні установки       | Буксировані зенітні установки     | Буксировані зенітні установки                                                          |
| ----------------------------------- | ----------------------------- | ----------------------------------- | --------------------------------- | -------------------------------------------------------------------------------------- |
| KM167A3 Vulcan                      | США Південна Корея            | 20-мм буксирована зенітна установка | Близько 1000                      | Виготовляється SNT Dynamics за ліцензією.                                              |
| Oerlikon GDF                        | Швейцарія Південна Корея      | 35-мм буксирована зенітна установка | 36                                | Використовує систему Skyguard, обидві гармати підключені до одного радара.             |
| Самохідні установки                 |                               |                                     |                                   |                                                                                        |
| K263A1                              | Південна Корея                | 20-мм самохідна зенітна установка   | 200                               | На базі K200.                                                                          |
| K30 Biho                            | Південна Корея                | 30-мм самохідна зенітна установка   | 176                               |                                                                                        |
| Самохідні зенітно-ракетні комплекси |                               |                                     |                                   |                                                                                        |
| K-SAM Chunma                        | Франція Південна Корея        | Самохідний ЗРК малої дальності      | 120                               | Виготовляється LIG Nex1 за ліцензією.                                                  |
| ПЗРК                                |                               |                                     |                                   |                                                                                        |
| Javelin                             | Велика Британія               | Переносний ЗРК                      | 100 пускових установок 1500 ракет |                                                                                        |
| Mistral                             | Франція                       | Переносний ЗРК                      | 406 пускових установок 2760 ракет |                                                                                        |
| SA-16 Ігла-1E                       | Росія                         | Переносний ЗРК                      | 50 пускових установок 750 ракет   | Надані Росією у 1996 як частина оплати боргів радянських часів.                        |
| KP-SAM (Shingung)                   | Південна Корея                | Переносний ЗРК                      |                                   |                                                                                        |
| FIM-92 Stinger                      | США                           | Переносний ЗРК                      | Виведені з експлуатації           | Отримані з військового резерву для союзників; перебувають у резерві або на зберіганні. |

## Ракети класу «земля— земля»
| Модель    | Країна         | Тип                                | Варіант          | Дальність                      | Рік                          | Кількість                                                         | Примітки                                                         |
| --------- | -------------- | ---------------------------------- | ---------------- | ------------------------------ | ---------------------------- | ----------------------------------------------------------------- | ---------------------------------------------------------------- |
| Hyunmoo-1 | Південна Корея | Балістична ракета малої дальності  | 1A               | 180 км                         | 1986                         | Виведені з експлуатації. Близько 200 у резерві або на зберіганні. |                                                                  |
| Hyunmoo-2 | Південна Корея | Балістична ракета малої дальності  | 2A 2B 2C         | 300 км 500 км 800 км           | 2004 2009 2012               |                                                                   |                                                                  |
| Hyunmoo-3 | Південна Корея | Крилата ракета наземного базування | 3A 3B 3C 3D      | 500 км 1000 км 1500 км 3000 км | 2000-ті 2006 2011 У розробці |                                                                   | Військовий флот також має на озброєнні крилаті ракети Hyunmoo-3. |
| ATACMS    | США            | Тактична балістична ракета         | Block I Block IA | 165 км 300 км                  | 2000 2004                    | 111 110                                                           |                                                                  |

## Авіація
| Модель                            | Виробник       | Тип                                        | Версія                              | Кількість            | Примітки                                                                                  |
| Гелікоптери                       | Гелікоптери    | Гелікоптери                                | Гелікоптери                         | Гелікоптери          | Гелікоптери                                                                               |
| --------------------------------- | -------------- | ------------------------------------------ | ----------------------------------- | -------------------- | ----------------------------------------------------------------------------------------- |
| Bell 505                          | США            | Навчально-тренувальний                     |                                     |                      | Замовлено 40.                                                                             |
| Bell AH-1 Cobra                   | США            | Ударний                                    | AH-1F/S                             | 75                   | З 2024 замінюється на KAI LAH.                                                            |
| Boeing AH-64 Apache               | США            | Ударний                                    | AH-64E Guardian                     | 36                   | Замовлено 100, будуть поставлені до 2028.                                                 |
| Boeing CH-47 Chinook              | США            | Важкий транспортний                        | CH-47D CH-47DLR                     | 32                   | 27 CH-47D і 6 CH-47DLR.                                                                   |
| Boeing CH-47 Chinook              | США            | Важкий транспортний                        | CH-47F                              |                      | Замовлено 18, будуть поставлені до 2028.                                                  |
| KAI KUH-1 Surion                  | Південна Корея | Багатоцільовий транспортний                | KUH-1                               | 200 (станом на 2023) | Замовлено 220 + 8 медеваків. Замінять UH-1H та UH-60P.                                    |
| KAI LAH                           | Південна Корея | Легкий ударний                             | LAH                                 |                      | Замовлено 200, будуть поставлені до 2031. Замінять MD-500 та AH-1.                        |
| McDonnell Douglas MD 500 Defender | США            | Легкий ударний                             | MD-500 Defender MD-500 TOW Defender | 207 50               | 300 виготовлено за ліцензією Korean Air Aerospace Division                                |
| Messerschmitt MBB Bo 105          | ФРН            | Легкий ударний                             | Bo 105CBS                           | 12                   | Виготовлені KAI за ліцензією.                                                             |
| Sikorsky UH-60 Black Hawk         | США            | Багатоцільовий транспортний                | UH-60P                              | Близько 100          | Виготовлені Korean Air Aerospace Division за ліцензією. Включає гелікоптери флоту та ВПС. |
| БпЛА                              |                |                                            |                                     |                      |                                                                                           |
| KAI RQ-101 Songgolmae             | Південна Корея | Розвідувальний                             |                                     |                      |                                                                                           |
| IAI Searcher                      | Ізраїль        | Розвідувальний                             | Searcher II                         |                      |                                                                                           |
| Elbit Skylark                     | Ізраїль        | Розвідувальний                             | Searcher II                         |                      |                                                                                           |
| Ucon system RemoEye               | Південна Корея | Розвідувальний                             |                                     |                      |                                                                                           |
| IAI Heron                         | Ізраїль        | Розвідувальний                             | Heron-1                             |                      |                                                                                           |
| Korean Air KUS-DUAS               | Південна Корея | Розвідувальний                             |                                     |                      |                                                                                           |
| Korean Air KUS-FT                 | Південна Корея | Розвідка, спостереження та виявлення цілей |                                     |                      |                                                                                           |

## Кораблі прибережного патрулювання
| Модель | Виробник                           | Тип                 | Водотоннажність | Кількість | Примітки                                                                          |
| ------ | ---------------------------------- | ------------------- | --------------- | --------- | --------------------------------------------------------------------------------- |
| PBR-15 | Південна Корея Kangnam corporation | Патрульний корабель | 21 тонна        | 26        | Основна місія — спостереження та розвідка 5-км зони вздовж корейського узбережжя. |